# Duomo di Oderzo
Il duomo di San Giovanni Battista è la principale chiesa di Oderzo, in provincia di Treviso e diocesi di Vittorio Veneto; fa parte della forania Opitergina.

## Storia

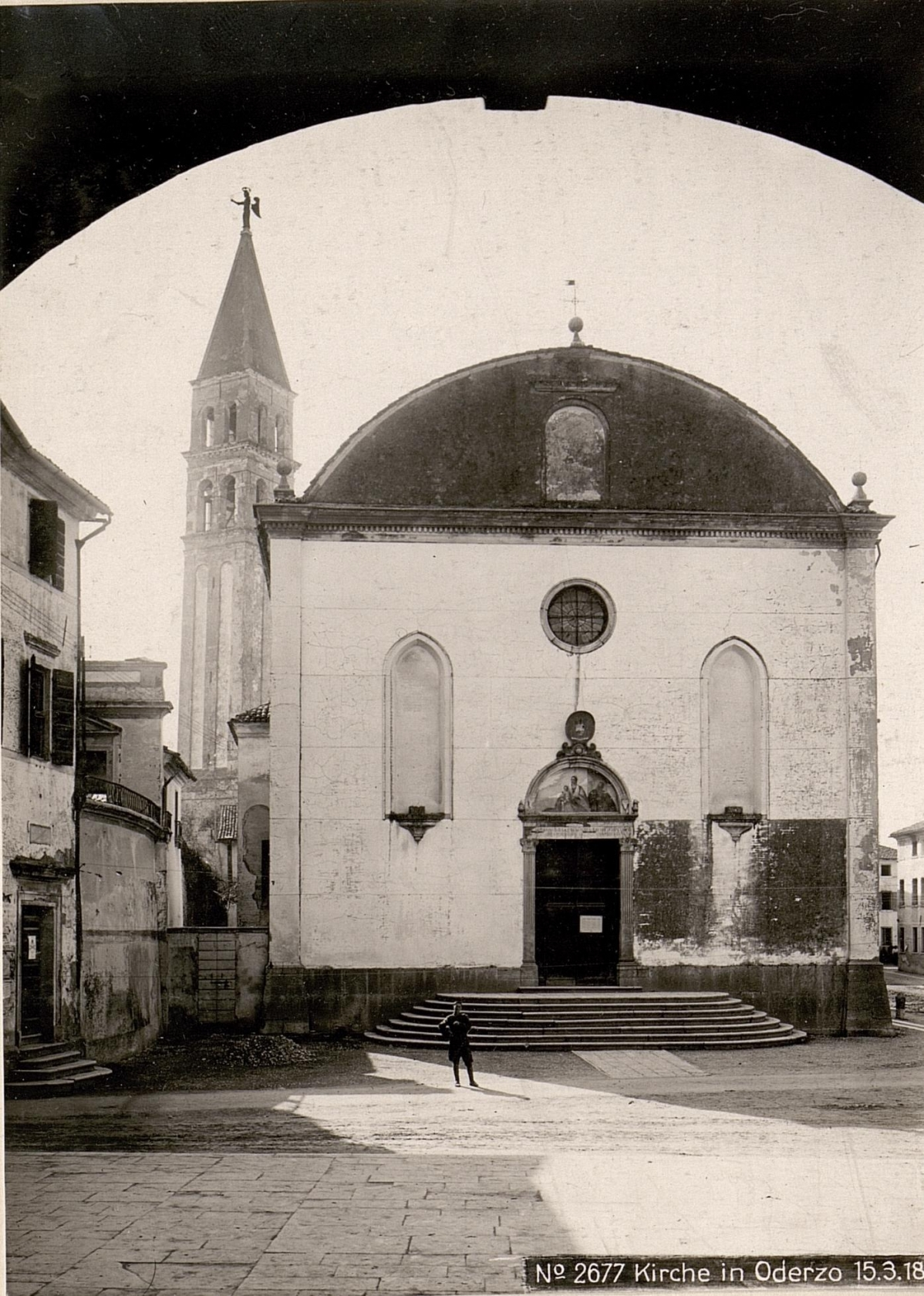
Il duomo nel 1918

Iniziato intorno all'XI secolo e consacrato nel 1535 a san Giovanni Battista, è stato costruito sulle rovine di un antico tempio dedicato a Marte che era stato trasformato in cattedrale dell'antica diocesi di Oderzo. L'aspetto originale, in stile romanico-gotico è stato pesantemente compromesso da rifacimenti eseguiti nei secoli. L'ultimo grande restauro, voluto da mons. Domenico Visintin, risale agli anni 1921-1924 e ha ripristinato, per quanto possibile, l'antica conformazione dell'edificio.

## Interno e campanile
All'interno sono conservate alcune pregevoli opere di Pomponio Amalteo, Domenico Tintoretto, Jacopo Palma il Giovane e la copia di una pala trafugata in epoca napoleonica di Cima da Conegliano, la Sacra Conversazione, oggi esposta alla Pinacoteca di Brera a Milano. Il campanile è stato edificato nel Cinquecento sulla base di una torre della vecchia cinta muraria, e presenta una pendenza di 98 centimetri.